# Snöstormen i Afghanistan 2008
Snöstormen i Afghanistan 2008 var mycket sträng, dock inte den strängaste någonsin, och slog till i Afghanistan i februari 2008.
Temperaturerna sjönk till -30 °C, med upp till 180 centimeter snö i bergsområdena, och minst 926 personer dödades.
Hjälporganisationer och utländska soldater hjälpte till att leverera kläder, bäddar och bränsle i provinser runt om i landet, och i isolerade bergsbyar. På sjukhusen amputerades frostskadade kroppsdelar på minst 100 personer, då många promenerade barfota i snön.
Över 100 000 får och getter dödades, och totalt 315 000 boskapsdjur dog.

### Fotnoter
1. ↑  ”Freezing weather kills over 900 people in Afghanistan”. Arkiverad från originalet den 22 maj 2009. https://www.webcitation.org/5gwsVjIWL?url=http://en.rian.ru/world/20080216/99388945.html. Läst 14 mars 2009.
2. ↑  ”Afghan winter turns deadly”. Arkiverad från originalet den 22 maj 2009. https://www.webcitation.org/5gwsW8PCG?url=http://www.sptimes.com/2008/02/11/Worldandnation/Afghan_winter_turns_d.shtml. Läst 14 mars 2009.
3. ↑  ”Bitter winter a killer in Afghanistan”. CBC News. 10 februari 2008. Arkiverad från originalet den 22 maj 2009. https://www.webcitation.org/5gwsWWcyQ?url=http://www.cbc.ca/world/story/2008/02/10/winter-afghanistan.html. Läst 14 mars 2009.